# Gnafron

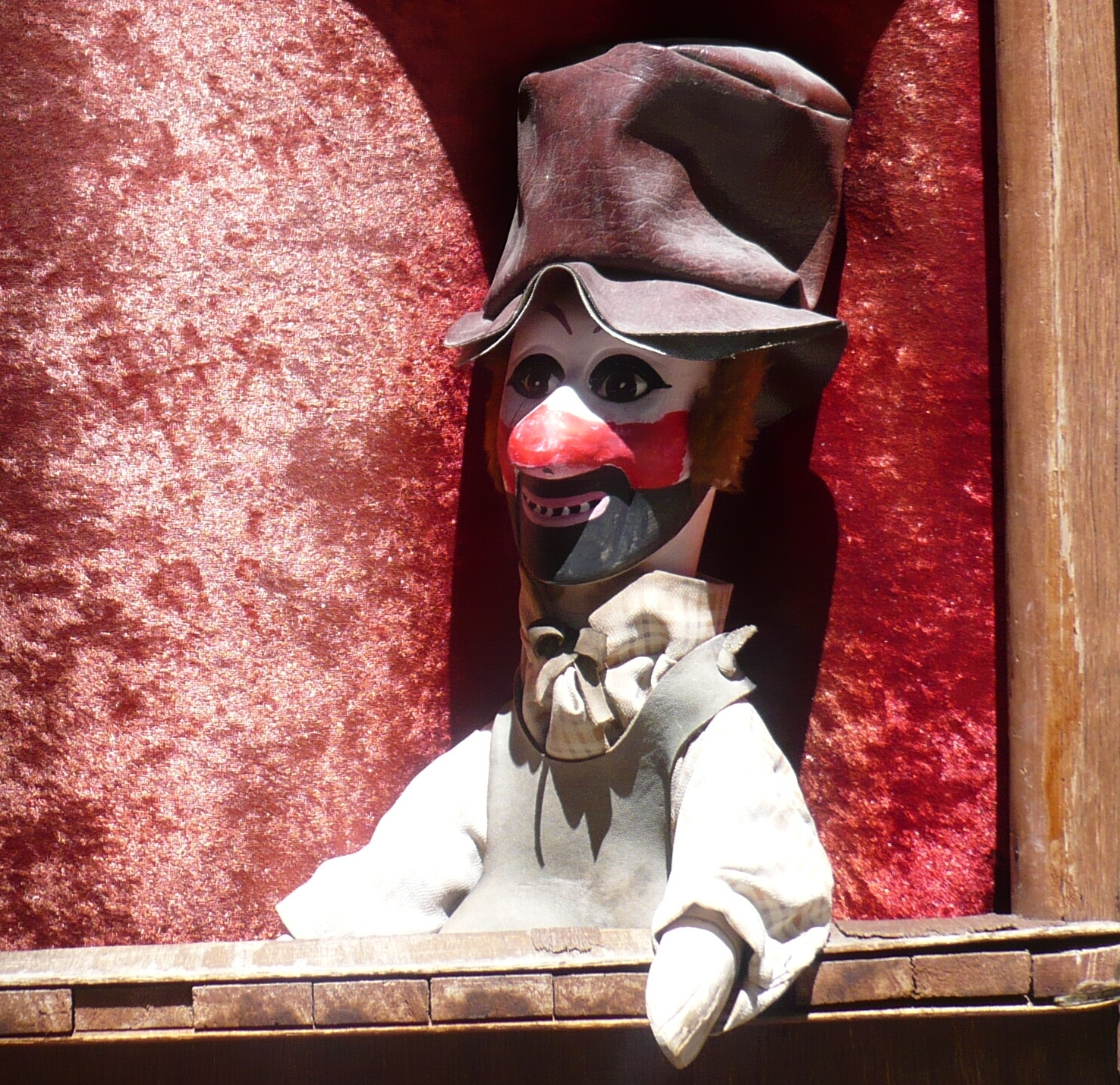
Die Figur Gnafron

Gnafron ist eine Anfang des 19. Jahrhunderts vom französischen Figurenspieler Laurent Mourguet in Lyon geschaffene Handpuppe.

## Charakteristik
Als Schuster und Philosoph hat die Figur Gnafron immer einen guten Ratschlag auf den Lippen und bremst seinen Freund Guignol in seinem Eifer und Tatendrang, liebt es aber auch, zusammen mit ihm zu feiern. Er ist Liebhaber des Beaujolais-Weins und wird traditionell mit schlecht rasiertem Bart, roter Nase und roten Wangen dargestellt, außerdem zahnlos, mit einem Krempenhut oder einer Kappe, einem Schal als Krawatte oder einer Fliege mit Karos oder Punkten sowie einer Schürze aus Leder. In einigen Stücken des klassischen Repertoires ist er auch der Vater von Madelon, die Laurent Mourguet als Frau für Guignol erfunden hatte.

## Herkunft
Am Anfang des 19. Jahrhunderts befand sich die Seidenindustrie in Lyon in der Krise. Der ehemalige Seidenweber Laurent Mourguet war durch seine Arbeitslosigkeit gezwungen, sein Geld mit den unterschiedlichsten Tätigkeiten zu verdienen, und arbeitete im Jahr 1797 als Zähnezieher. Er lockte seine Kunden mit den Handpuppen Pulcinella, Colombina und Harlekin an und spielte kurze Szenen mit ihnen. So lenkte er nicht nur seine Patienten vom Schmerz der Behandlung ab, sondern ersparte seinen zukünftigen Kunden die Angst vor einem Besuch bei ihm.

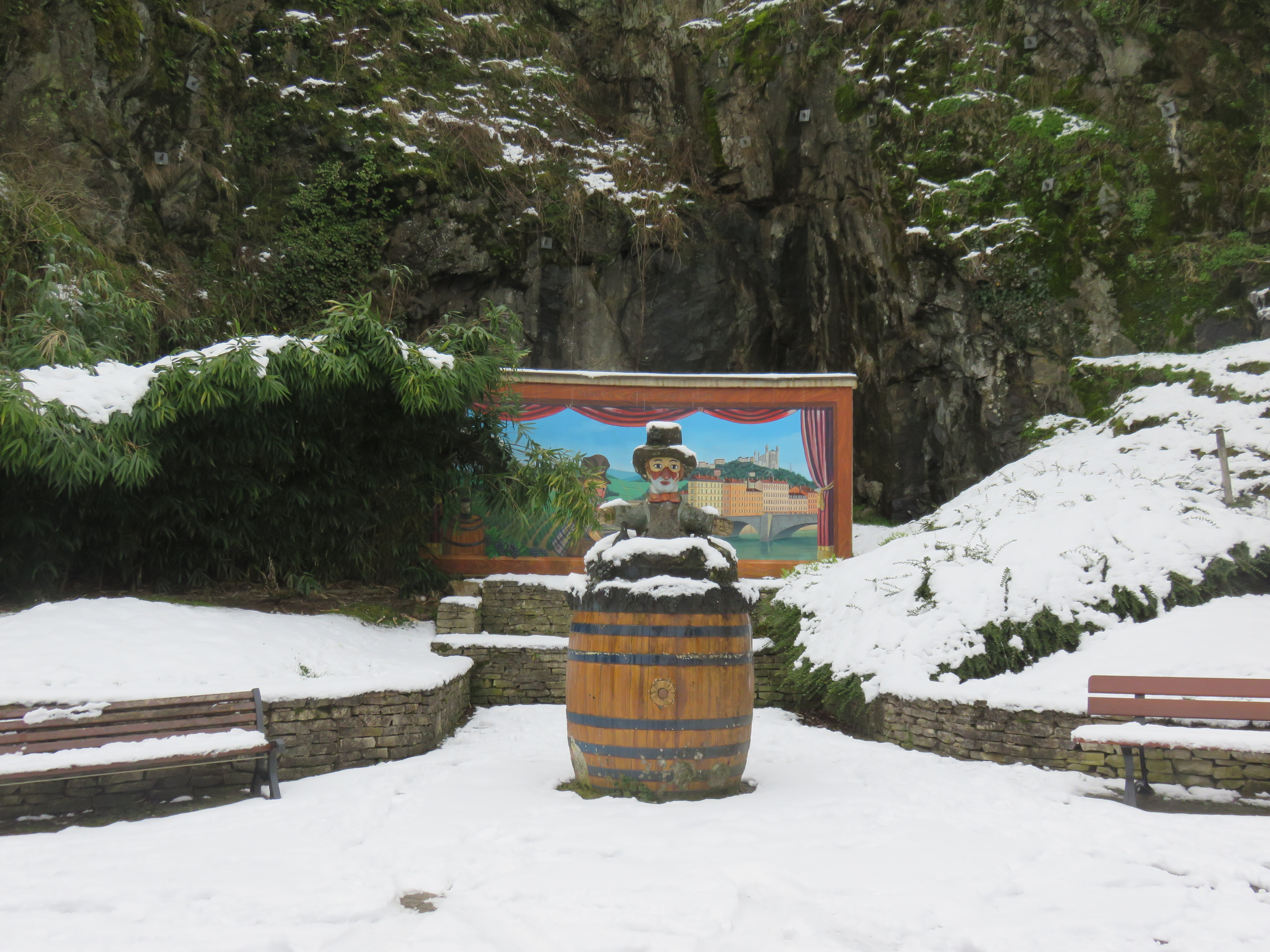
Statue des Gnafron in Beaujeu

Durch seinen Erfolg wurde er ermuntert, seine Tätigkeit als Zähnezieher aufzugeben, und begann eine Karriere als Figurenspieler. Begleitet wurde er von Grégoire Lambert Ladret (auch Vater Thomas genannt), einem Schuster, Straßenkünstler und Geigenspieler, der in Paris Handpuppenspieler war. Diese Technik, einfacher als die Manipulation von an Fäden befestigten Gliederpuppen, übernahm Mourguet. In Folge eines Streites trennten sich die Wege der beiden Gefährten, woraufhin Laurent Mourguet, inspiriert von seinem ehemaligen Freund, die Figur Pulcinella durch einen authentischen Canut (Seidenweber), dem er den Namen Gnafron (gnafron bedeutet Schuster im Lyoner Dialekt) gab, ersetzte. Gnafron ist 1804 die erste von Laurent Mourguet erschaffene Handpuppenfigur.
Die erste bekannte Version der Figur des Gnafron ist im Museum für Puppenspielkunst (Musée des arts de la marionnette, Musée Gadagne) in Lyon ausgestellt.
Gnafron wird seit 1931 auch von den Winzern verehrt, als eine Statue zu seinen Ehren in Beaujeu, der Hauptstadt des Beaujolais, aufgestellt wurde.